# HD132988
HD132988 — хімічно пекулярна зоря спектрального класу A0, що має видиму зоряну величину в смузі V приблизно 10,1.
Вона  розташована на відстані близько 554,7 світлових років від Сонця.

## Пекулярний хімічний склад
Зоряна атмосфера HD132988 має підвищений вміст 
Si
.